# Nora-Holm
Nora-Holm este o arie protejată (arie specială de conservare — SAC, sit de importanță comunitară — SCI) din Suedia întinsă pe o suprafață de 4,6 ha, integral pe uscat.

## Localizare
Centrul sitului Nora-Holm este situat la coordonatele 60°08′37″N 17°00′46″E / 60.1435°N 17.0127°E.

## Înființare
Situl Nora-Holm a fost declarat sit de importanță comunitară în decembrie 1998 pentru a proteja 1 specie de plante. Situl a fost protejat și ca arie specială de conservare în martie 2011.

## Biodiversitate
Situată în ecoregiunea boreală, aria protejată conține 1 habitat natural: Taiga vestică.
La baza desemnării sitului se află o specie protejată de  plante: Buxbaumia viridis.